# Balloch setter
Il Balloch setter è un cane estinto originario di Balloch, nell'area di consiglio di Dunbartonshire Occidentale, vicino a Glasgow in Scozia.

## Caratteristiche
Il Balloch setter è un cane tipo setter molto adatto al clima rigido della Scozia grazie al folto sottopelo lanoso. Essi cacciavano a testa alta e a vista, di ossatura robusta piuttosto allungati e bassi, di colore marmorizzato rosso o blu. Di questo setter si sono perse le tracce alla fine del XIX secolo.